# El Paisnal
El Paisnal è un comune del dipartimento di San Salvador, in El Salvador.